# شرف خانواده پریتزی
شرف خانوادهٔ پریتزی (به انگلیسی: Prizzi's Honor) فیلمی ۱۳۰ دقیقه‌ای به کارگردانی جان هیوستون با بازی جک نیکلسون و آنجلیکا هیوستون است.